# Studebaker Six
Der Studebaker Six war ein Auto, den die Studebaker Corporation in South Bend (Indiana) von 1930 bis 1933 herstellte. Er wurde auch Studebaker Model 53 genannt und war der Nachfolger des bis Mitte 1930 hergestellten Modells 53 der Studebaker-Billigmarke Erskine.
Der Six Model 53 hatte einen Radstand von 2.896 mm und wurde von einem Sechszylinder-Reihenmotor mit 3.363 cm³ Hubraum (Bohrung × Hub = 82,6 mm × 104,8 mm) angetrieben, der 70 bhp (51 kW) bei 3.200/min. entwickelte. Die Motorkraft wurde über eine Mehrscheibentrockenkupplung und ein Dreiganggetriebe mit Schalthebel in der Wagenmitte an die Hinterräder weitergeleitet. Die Fußbremse wirkte auf Außenbandbremsen an allen vier Rädern.
Mitte 1931 erschien das überarbeitete Modell 54 mit V-förmiger Kühlermaske.
Im Modelljahr 1932 hieß der Wagen dann Modell 55 und besaß einen Radstand von 2.972 mm. Er hatte auch einen größeren Motor mit 3.769 cm³ (Bohrung × Hub = 82,6 mm × 117,5 mm), der 80 bhp (59 kW) bei 3.200/min. leistete. Die Mehrscheibenkupplung war einem Exemplar mit einer Scheibe gewichen und das Dreiganggetriebe war synchronisiert. Die Außenbandbremsen wurden durch Trommelbremsen ersetzt.
1933 stieg die Motorleistung des Modells 56 auf 85 bhp (62,5 kW). Die Karosserie wurde noch stromlinienförmiger. Es war das letzte Jahr für den Six. Der Dictator Six übernahm im Modelljahr 1934 wieder die Rolle des billigsten Studebaker-Modells.